# Hårfagerätten
Hårfagreätten (norska: Hårfagreætta) är en modern term som syftar till de kungar som enligt medeltida källor regerade i Norge från sent 800-tal till 1319. Ätten är döpt efter Harald Hårfager som enligt traditionell historieskrivning var den förste kungen över ett mer eller mindre enat Norge. Enligt medeltida historieskrivning var Harald anfader till flera kungar i Norge, fram till Håkon Magnusson. Detta synsätt är kraftigt ifrågasatt av nutida historiker. Den sista kungen som säkert kan kopplas till Harald Hårfager är dennes sonson Harald Gråfäll. Olaf Tryggvason hävdade sig vara son till Tryggve Olavsson, son till Olav Haraldsson "Geirstadalf" som var son till Harald Hårfager och dräptes av sin bror Eirik. Historien om att Olaf Tryggvasson växt upp i exil i Estland och Gårdarike har uppfattats som ett fabrikat för att legitimera Olafs styre av Norge. Övriga personer, som Olaf den helige och Harald Hårdråde, ses ha en ännu osäkrare koppling till Harald Hårfager.
Benämningen Hårfagreätten användes inte under vikingatiden eller medeltiden. Harald och hans söner Eirik Blodyx och Håkon kallades för ynglingar i de samtida hyllningsdikterna, alltså som medlemmar av Ynglingaätten. Detta synsätt finns även i den medeltida historieskrivningen: Harald och hans närmaste efterkommande såg sig som fortsättningen på en långtgående och mytisk kungaätt. 